# クローズド・ノート
『クローズド・ノート』は、雫井脩介による日本の小説。
『文庫読み放題』ほか携帯読書サイトで、2004年10月から2005年8月まで配信され、角川書店より2006年1月31日に単行本、2008年6月25日に角川文庫が刊行された。
2007年に映画化された。

## あらすじ
小学校教員志望の大学生・堀井香恵は、アルバイト先の「今井文具堂」で万年筆を買いに来たイラストレーター・石飛リュウと出会う。香恵は絵を描くのに最適な万年筆を探す石飛に、次第に惹かれていく。
香恵の家には、その家の前の住人の忘れ物と思われる一冊のノートがあった。初めは読むつもりはなかったが、友人の葉菜が留学したこともあり、ふと寂しさに襲われた香恵はそのノートを読んでしまう。そこには、そのノートを置き忘れた前の住人で小学校教師・真野伊吹と生徒達との交流の日々、そして最愛の人“隆”へのあふれる想いが綴られていた。
ノートを読み進めていく内に香恵は、伊吹の考え方・生き方に共感するようになる。しかし、そこには驚くべき事実が隠されていた。

## 書誌情報
- 単行本：角川書店、2006年1月31日発売[1]、ISBN 978-4-04-873662-6
- 文庫本：角川文庫、2008年6月25日発売[2]、ISBN 978-4-04-388601-2
- 漫画：角川書店、作画：柴田五十鈴、2007年9月19日発売[3]、ISBN 978-4-04-854127-5

## 映画
東宝の配給により2007年9月29日に公開された。制作プロダクションは東宝映画とシネバザールである。雫井脩介の原作を基にしているが、ストーリー展開や登場人物等が異なる。

### ストーリー
小学校の教員を目指す女子大生の香恵は、新居に引っ越しをする。そこには、以前そこに住んでいた住人の忘れものと思われる一冊のノートがあった。ノートには、伊吹という教師の、日々の生徒との交流や、思いを寄せる隆（たかし）という男性との交流のことが綴られていた。
香恵は、アルバイト先である万年筆屋で、ある日、石飛リュウというイラストレーターに出会う。そして徐々に心惹かれていくようになる。
香恵は、ノートの中に出てくる伊吹とその彼氏である隆のことを想像し、勇気をもらいながら、同時に、リュウへの思いをさらに膨らませていく。ある日、リュウのアパートを訪ねた香恵は、リュウのマネージャーの山崎と出会う。やがて、山崎からリュウは今も一人の女性を愛し続けていると告げられる。そのとき、隆とリュウが実は同じ人物だったことを知ることになり、衝撃を受ける。リュウは、傷ついた香恵を訪ね、個展に来てほしいと誘う。香恵は思いを打ち明けるが、リュウは立ち去る。香恵は、ノートを伊吹に返しにいくことを決心し、小学校を訪ねるが、そこで伊吹が交通事故で既に他界していることを知る。
ノートの最後の一ページは破られていたが、その最後のページを、小学校で、伊吹のかつての教え子から受け取った香恵は、リュウの個展を訪れる。そのページには、隆への素直な思いが綴られていた。個展の会場で、その言葉を伊吹のことが忘れることができずにいるリュウの前で読み上げる。香恵は再び小学校を訪れる。香恵を迎えた小学校の教え子たちはいっせいに紙飛行機を飛ばす。振り返ると、その後ろには、ふっきれたリュウも来ていた。

### キャスト
- 堀井香恵 - 沢尻エリカ
- 石飛リュウ - 伊勢谷友介
- 夏目涼 - 黄川田将也
- 池内ハナ - サエコ
- 水原君代 - 山口愛
- 鹿島 - 田中哲司
- 山崎星美 - 板谷由夏
- 君代の母 - 粟田麗
- 中沢正道 - 石橋蓮司
- 瀬川先生 - 篠井英介
- 喜一郎所長 - 中村嘉葎雄
- 可奈子先輩 - 永作博美
- 真野伊吹 - 竹内結子
- 山石早苗 - 南川ある

### スタッフ
- 監督 - 行定勲
- 製作者 - 島谷能成、安永義郎、細野義朗、村松俊亮、宍戸健司
- プロデューサー - 甘木モリオ
- 企画・プロデュース - 春名慶
- エグゼクティブプロデューサー - 市川南
- 脚本 - 吉田智子、伊藤ちひろ、行定勲
- 撮影 - 中山光一
- 美術 - 都築雄二
- 編集 - 今井剛
- 音楽 - めいなCo.
- VFXプロデューサー - 篠田学
- 衣裳デザイン - 伊藤佐智子
- 照明 - 中村裕樹
- 録音 - 伊藤裕規
- 製作 - 東宝、博報堂DYメディアパートナーズ、スターダスト・ピクチャーズ、ソニー・ミュージックエンタテインメント、角川書店

### 主題歌
- YUI「LOVE & TRUTH」（STUDIOSEVEN Recordings）

### ロケ地
- 知恩院
- 南禅寺水路閣 - 伊吹と隆がデートした場所。
- 寺町通
- 九段会館堀井香恵のマンドリンコンサート
- 明日館合唱コンクール
- 日活撮影所万年筆屋の店内
- 三浦市立旭小学校

### ソフト情報
- 『映画「クローズド・ノート」Music Movie with YUI』（2007年9月5日、ソニー・ミュージックエンタテインメント）